# ۱۱۹۲ (خورشیدی)
۱۱۹۲ هزار و صد و نود و دومین سال هجری خورشیدی است.

## رویدادها
- ۲ آبان: انعقاد عهدنامه گلستان میان ایران دوره قاجاریه و روسیه تزاری، برابر با ۲۴ اکتبر ۱۸۱۳ (میلادی)